# Ursula Gräfin von Brockdorff
Ursula Marlies Paula Ehrengard Gräfin von Brockdorff, geborene Gräfin von Behr-Negendanck, (* 1. März 1936 in Berlin-Charlottenburg; † 12. April 1989 in Oberbayern) war eine deutsche Politikerin (CDU). Von 1983 bis 1988 war sie Sozialministerin des Landes Schleswig-Holstein.

## Leben
Ursula Gräfin von Brockdorff war die dritte von vier Töchtern des mecklenburgischen Gutsbesitzers und gefallenen Oberleutnants der Reserve Hans Jasper von Behr-Negendanck (1901–1944) und seiner Ehefrau Gertrud, geborene von Rumohr, (1908–1994). Auf dem väterlichen Rittergut in Neverin bei Neubrandenburg aufgewachsen flüchtete sie im Jahr 1945 mit ihrer Familie nach deren Enteignung nach Schleswig-Holstein. Sie heiratete Christian Friedrich Graf von Brockdorff und zog mit ihm auf das Gut Kletkamp, das Anwesen der Brockdorffs.
Sie engagierte sich in der Sozialarbeit und war in verschiedenen Positionen für das Deutsche Roten Kreuz tätig. So leitete sie ab 1958 den Ortsverein in Kletkamp, war Kreisbereitschaftsführerin, wurde 1973 Vizepräsidentin des Landesverbands Schleswig-Holstein und war auch Mitglied im Präsidialrat in Bonn.
Sophie Behr war ihre Schwester.

## Politik
Brockdorff war zunächst für eine Wählergemeinschaft in der Gemeindevertretung tätig. Nach ihrem Eintritt in die CDU 1978 war sie Vorsitzende der CDU-Kreisfrauenvereinigung, trat 1982 aber nach Streitereien wieder aus der Partei aus, um wenige Monate später, am 1. Januar 1983, wieder zurückzukehren. Sogar für sie selbst überraschend wurde sie zum 13. April 1983 in das Kabinett Uwe Barschels als Sozialministerin einberufen und trat die Nachfolge von Walter Braun an.
Als nach der Landtagswahl 1987 Ministerpräsident Barschel auf Grund der Pattsituation im Landtag und der Entwicklung im Zusammenhang mit der Barschel-Affäre seinen Rücktritt erklärte, übte Bundesratsminister Henning Schwarz geschäftsführend das Amt des Ministerpräsidenten aus, Brockdorff blieb ebenso wie das restliche Kabinett geschäftsführend im Amt. Neben den Entwicklungen in der Barschelaffäre, die zu Neuwahlen am 8. Mai 1988 führten, wurde auch ein politischer Skandal um Ministerin Brockdorff bekannt. Angesichts der sich abzeichnenden Wahlniederlage der CDU schloss sie im März 1988 einen Vertrag ab, der sie zum 1. Juni in die von Finanzstaatssekretär Carl Hermann Schleifer für sie kreierte Position der Geschäftsführerin des landeseigenen Kulturzentrums Salzau mit einem Jahresgehalt von 72.000 DM bringen sollte. Nach diesem von der SPD als „kaum glaublichen Fall von Vetternwirtschaft“ bezeichneten Vorfall kündigte sie am 20. Mai 1988 unter öffentlichem Druck den Vertrag. Der CDU-Landesvorstand forderte sie und Schleifer zum Austritt aus der Partei auf, den sie vollzog. Am 21. Mai 1988 wurde Brockdorff ebenso wie Schleifer aus ihrem Amt entlassen.
Brockdorff starb 1989 nach längerer Krankheit in einer Klinik in Oberbayern.